# Joachim Kouraleyo Tarounga
Joachim Kouraleyo Tarounga (* 1958 in Donia, Tschad) ist Bischof von Moundou.

## Leben
Joachim Kouraleyo Tarounga studierte in seiner Heimat, in Kamerun, in Côte d’Ivoire (ICAO) und in Paris (Institut Catholique), wo er ein Lizenziat in Theologie erwarb.
Am 18. November 1989 wurde er zum Priester geweiht und in die Diözese Doba inkardiniert. Danach war er Vikar, Gemeindepfarrer, Professor und Regens am Großen Seminar in N’Djamena. Außerdem war er Pastoralbeauftragter der Diözese Doba, Generalsekretär des „Rencontre Sacerdotale et Religieuse des Africains au Tchad“ und Universitätskaplan in N’Djamena.
Am 3. Juni 2004 wurde er von Papst Johannes Paul II. zum Bischof von Moundou ernannt. Der Bischof von Doba, Michele Russo spendete ihm am 12. September 2004 die Bischofsweihe; Mitkonsekratoren waren Matthias N’Gartéri Mayadi, Erzbischof von N’Djaména, und der Bischof von Pala Jean-Claude Bouchard.